# إنذار ليزا
إنذار ليزا (بالروسية:  Лиза Алерт) هي منظمة بحث وإنقاذ تطوعية غير ربحية للبحث عن الأشخاص المفقودين، ومعروفة أيضاّ باسم  فريق بحث وإنقاذ إنذار ليزا.
هي أكثر من نظام يستجيب للإنذار على مدار 24/7، فهي لا تؤدي مهام إنذار (أمبر) في الاتحاد السوفياتي السابق فقط، بل توجه القوات المتطوعة للبحث الفعال عن جميع الأشخاص المفقودين.

## أصل المنظمة
أخذت إنذار ليزا اسمها من طفلة بالخامسة من عمرها تدعى ليزا فومكينا، في عام  2010 ماتت ليزا من إنخفاض حرارة جسمها في البرية الروسية بعد 9 أيام من البحث الفاشل. تأسست هذه المؤسسة بعد أقل من 21 يوم من وفاة ليزا.
المؤسسة لا علاقة لها بقانون وكالات إنقاذ الاتحاد الروسي مباشرة. الجزء الرئيسي من البحث يكون في منطقة الاتحاد السوفياتي وما حولها. الأولوية تعطى للبحث عن الأطفال وكبار السن، والأشخاص المفقودين في البيئات الطبيعية. المؤسسة لا تقدم خدمات بحث مدفوعة؛ عمليات البحث مجانية ودائماَ تنفذ من قبل متطوعين.

## الانجازات
كل عام متطوعي منظمة إنذار ليزا يتلقون 50 إلى 100 إتصال لمنظمة إنذار أمبر و 100 إلى 300 اتصال لحالات الأشخاص المفقودين الأخرى.
في عام 2019 فقط تم تلقي أكثر من 19 ألف اتصال وتم العثور على أكثر من 15 ألف شخص حيّ.
من خلال عمليات البحث يتم العثور عادة على الأشخاص المفقودين.
منذ عام 2010 منظمة إنذار ليزا تشارك بإستمرار في عمليات البحث عن الاشخاص المفقودين في روسيا، سواء كانت مشهورة ام لا. إحدى أهم الأحداث التي احدث ضجة كبيرة هو العثور على عالم الرياضيات والأستاذ الجامعي لجامعة لندن  أليكسي تشرفونكيس.
فيليب هاورد، مدير مركز الإعلام والبيانات والمجتمع في كلية السياسة العامة في جامعة أوروبا الوسطى، يكتب عن منظمة إنذار ليزا أنها شكل من أشكال المشروع المدني، التي تقف متوازية مع الحكومة الروسية. غير أن، مراجعات وسائل التواصل الاجتماعي، تقترح، أن هذه المعلومة قد تكون خاطئة، حيث أن أداء المنظمة عالي بسبب تواصلها مع وزارة حالات الطوارئ.

## دعم التواصل الاجتماعي للمنظمة
أهداف المنظمة عادة مدعومة بشكل كبير في وسائل التواصل الاجتماعي.
لا تدعم الحكومة الروسية  منظمة إنذار ليزا فقط، بل هي غير مدركة بوجودها حتى. في عام 2013 ارتكبت نائب مجلس دوما، أولغا ايبفيانوفا خطأً بتسمية الحركات التطوعية لإنذار ليزا غير منطمة ومتطفلة، وفي الواقع، أنها قد خلطت بين منظمة إنذار ليزا ومنظمة أخرى

## المهمات والمبادئ التي ترتكز عليها
- بدأت عمليات البحث عن الأشخاص المفقودين فوراً وبسرعة.
- اتخاذ تدابير وقائية للحد من تقليل اعداد حالات الاختفاء.
- تدريب على مهارات الاستكشاف، تقديم تقنيات تقديم الاسعافات الأولية للضحايا المحتملة، استخدام تقنيات البحث (البوصلة، الراديو والملاحة وغيرها)
- نشر المعلومات على الإنترنت لجذب متطوعين جدد ولتحسين التواصل مع الهيئات الحكومية في مسار عمليات البحث.
- المنظمة تقوم على مبدأ حسن النية، المساعدة المتبادلة والإيثار.
- المنظمة لا تستقبل مساعدات مالية ولا يوجد لديها أي حساب أو محفظة افتراضية.هذا موقفها المبدأي والثابت. الزوار يمكنهم ان يساعدوا عن طريق نشر و/أو جمع معلومات، المساعدة في توفير المعدات اللازمة للبحث والتنقيب أو التبرع بها (توجد قائمة متاحة للجميع فيها المعدات اللازمة على موقع المنظمة الإلكتروني)، بالإضافة إلى منتجات تموين الطعام للباحثين خلال عمليات البحث.
- فريق المؤسسة يتكون من أشخاص من مختلف الأعراق، المهن، المواقف والمعتقدات، ما يجمعهم هو موقفهم المحايد لمتاعب الآخرين، حماسهم، رغبتهم لقضاء الوقت، الجهد والمال لصالح الضحايا.